# 傑克·史威格

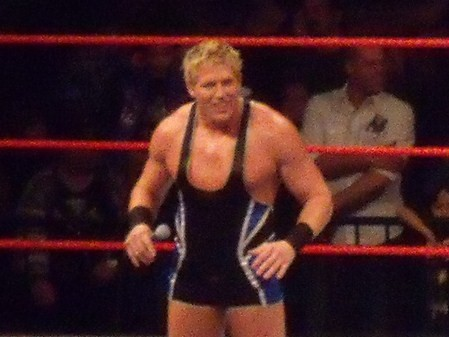
傑克·史威格

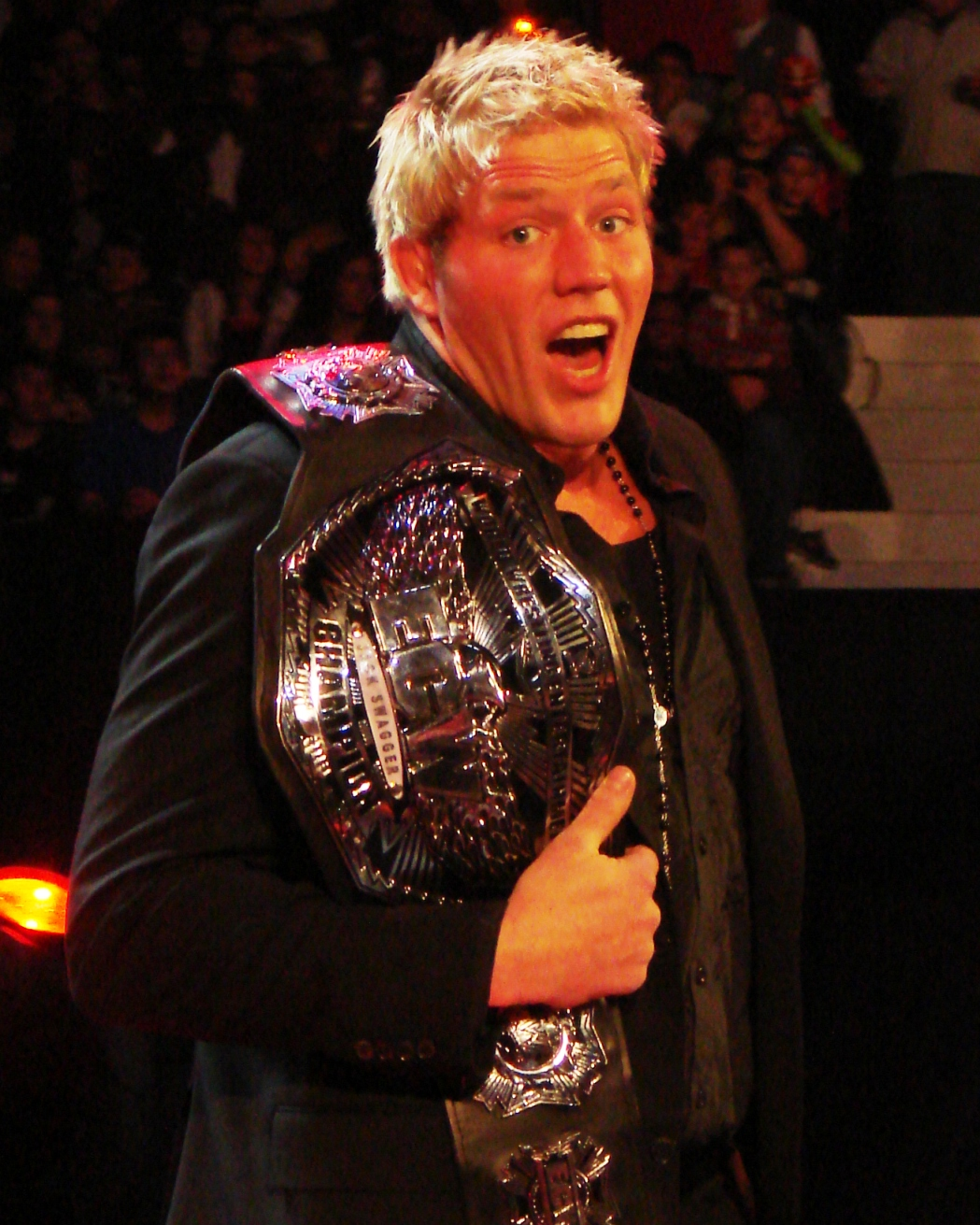
傑克·史威格與ECW世界重量級冠軍腰帶

傑克·史威格（英語：Jack Swagger，1982年3月24日—），本名賈克伯·傑克·海格（英語：Jacob Jake Hager, Jr.），是世界摔角娛樂（WWE）旗下職業摔角選手，並在世界摔角娛樂節目WWE Raw中亮相。
在傑克·史威格的摔角事業中，史威格曾是一次世界重量級冠軍、一次WWE美國冠軍、一次ECW冠軍及一次公事包大戰冠軍（2010年）。